# Hemmeres
Hemmeres is een gehucht in de gemeente Winterspelt in de Duitse deelstaat Rijnland-Palts.
Hemmeres ligt ruim drie kilometer ten noordwesten van het dorpscentrum van Winterspelt. Het gehucht ligt op de linkeroever van de Our, die hier de grens met België vormt. Het gehucht ligt in een bocht van de Our, zodat het gehucht zowel ten noorden, westen en zuiden door Belgische grondgebied is omgeven. Ten oosten ligt het gehucht Elcherath. Ruim een kilometer ten westen ligt Maspelt in België.

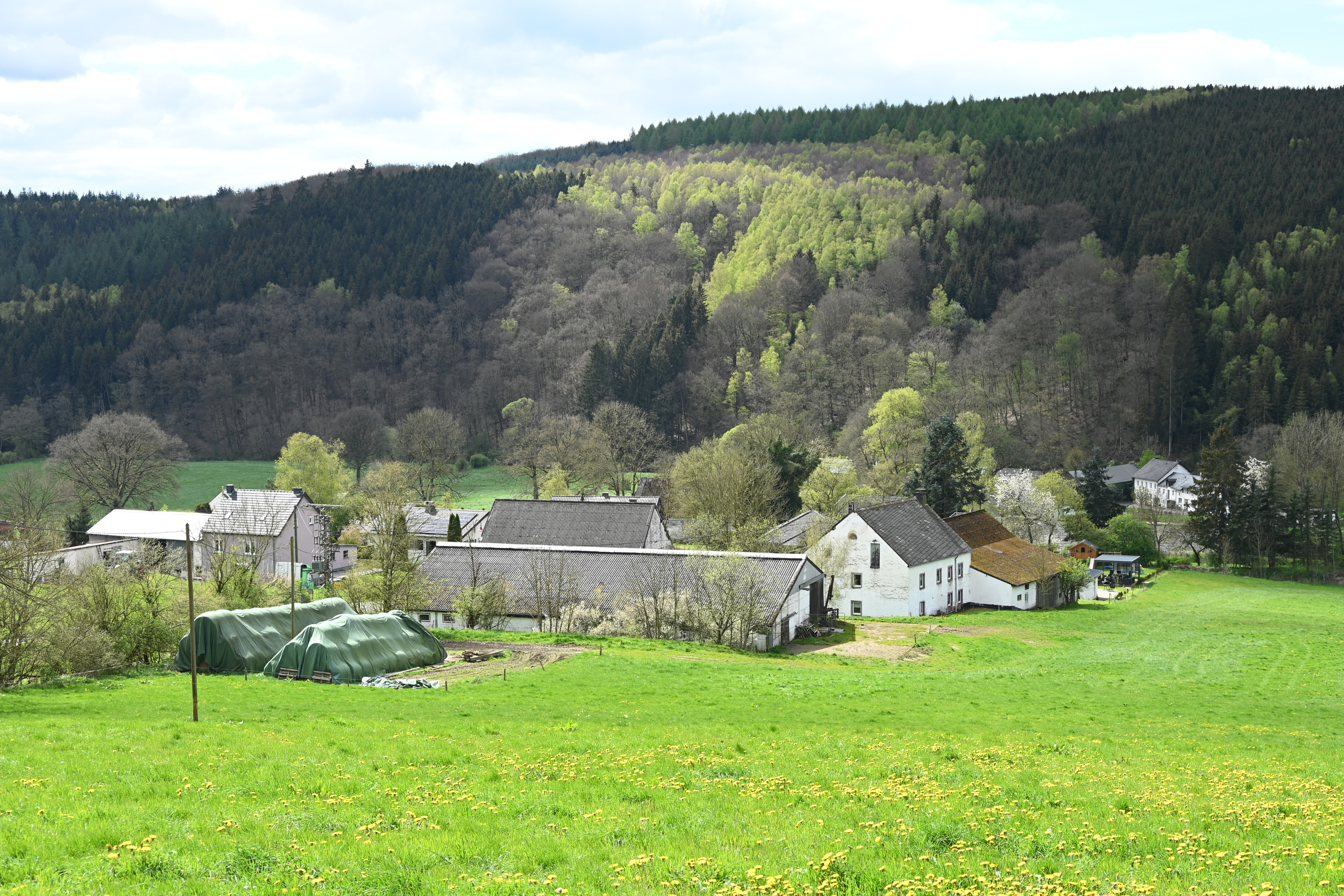
Zicht op Hemmeres

## Geschiedenis
De Ferrariskaart uit de jaren 1770 toont hier het gehucht Hommeres in een bocht van de Our, die hier de grens vormde tussen het Hertogdom Luxemburg en het Keurvorstendom Trier. Ten noorden van het gehucht toont de kaart een weg die hier de Our oversteekt via een voorde (Gué).
Op het eind van het ancien régime kwam het gebied bij het Franse Saardepartement. Na de Franse bezetting ging het gebied naar Pruisen.

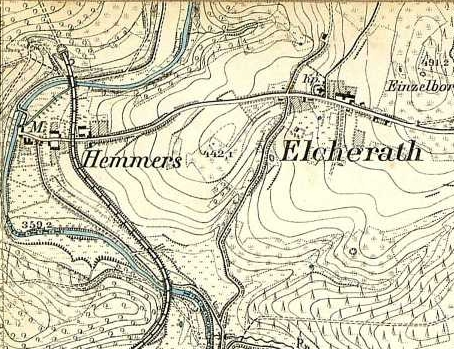
Hemmeres, 2de helft 19de eeuw

In de jaren 1880 werd het gehucht doorsneden door een spoorweg, de Vennbahn, die ten noorden en ten zuiden van Hemmeres de Our overstak.
Na de Eerste Wereldoorlog werd het gebied aan de overkant van de Our met de Oostkantons bij België aangehecht, zodat Hemmeres nabij de landsgrens kwam te liggen. Het tracé van de Vennbahn bleef Belgisch grondgebied, zodat een stukje grondgebied tussen de Vennbahn en de Our een Duitse exclave werd. Na de Tweede Wereldoorlog werd dit stuk Hemmeres geannexeerd door België. In 1958 werd het teruggegeven aan Duitsland.

## Bezienswaardighen
- Een breedgevelwoning uit de 18de eeuw[2]
- De Hemmeres-Mühle, een watermolen op de Our
- De kapel, in de 20ste eeuw gebouwd ter vervanging van een oudere kapel.[3]

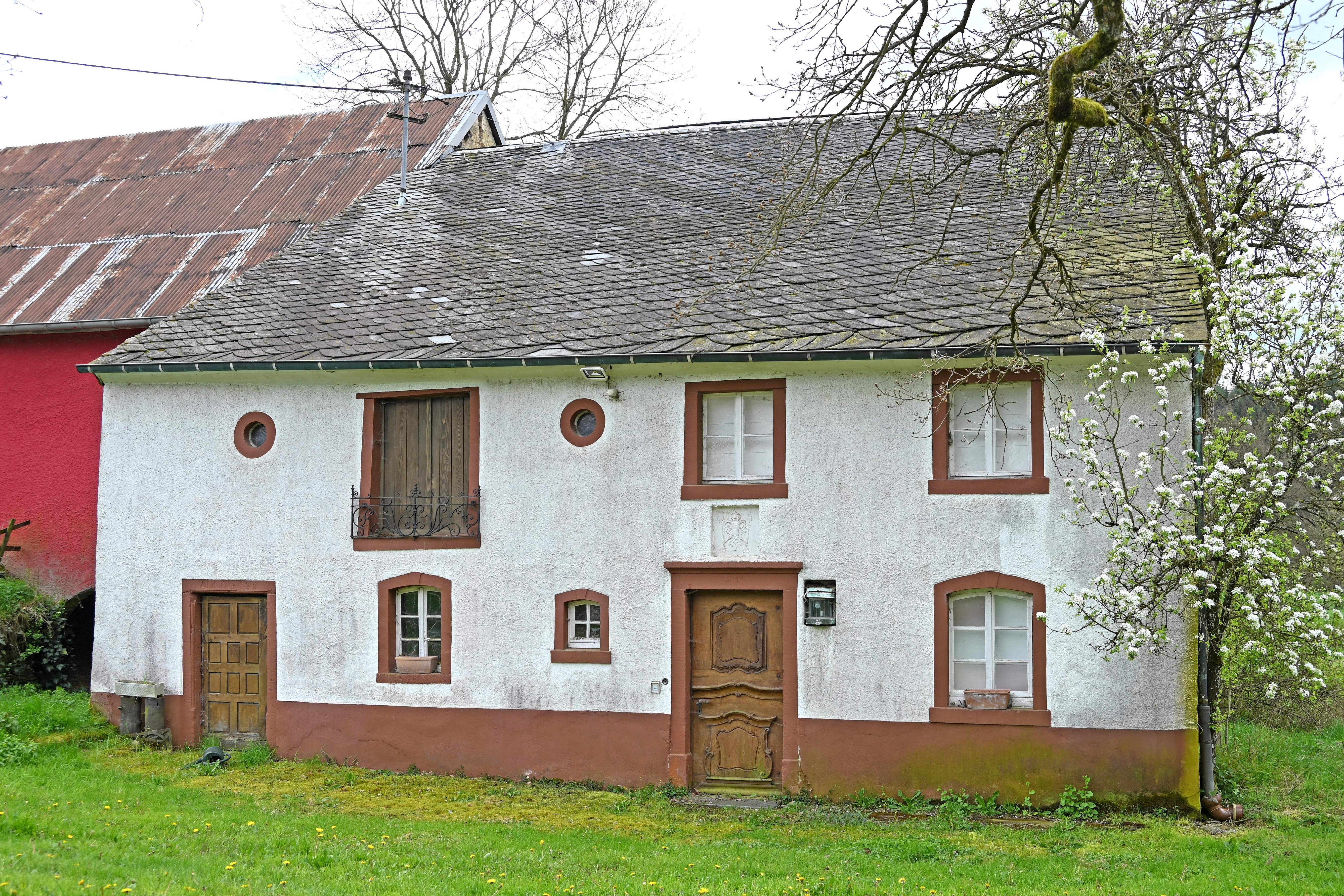
Breedgevelwoning
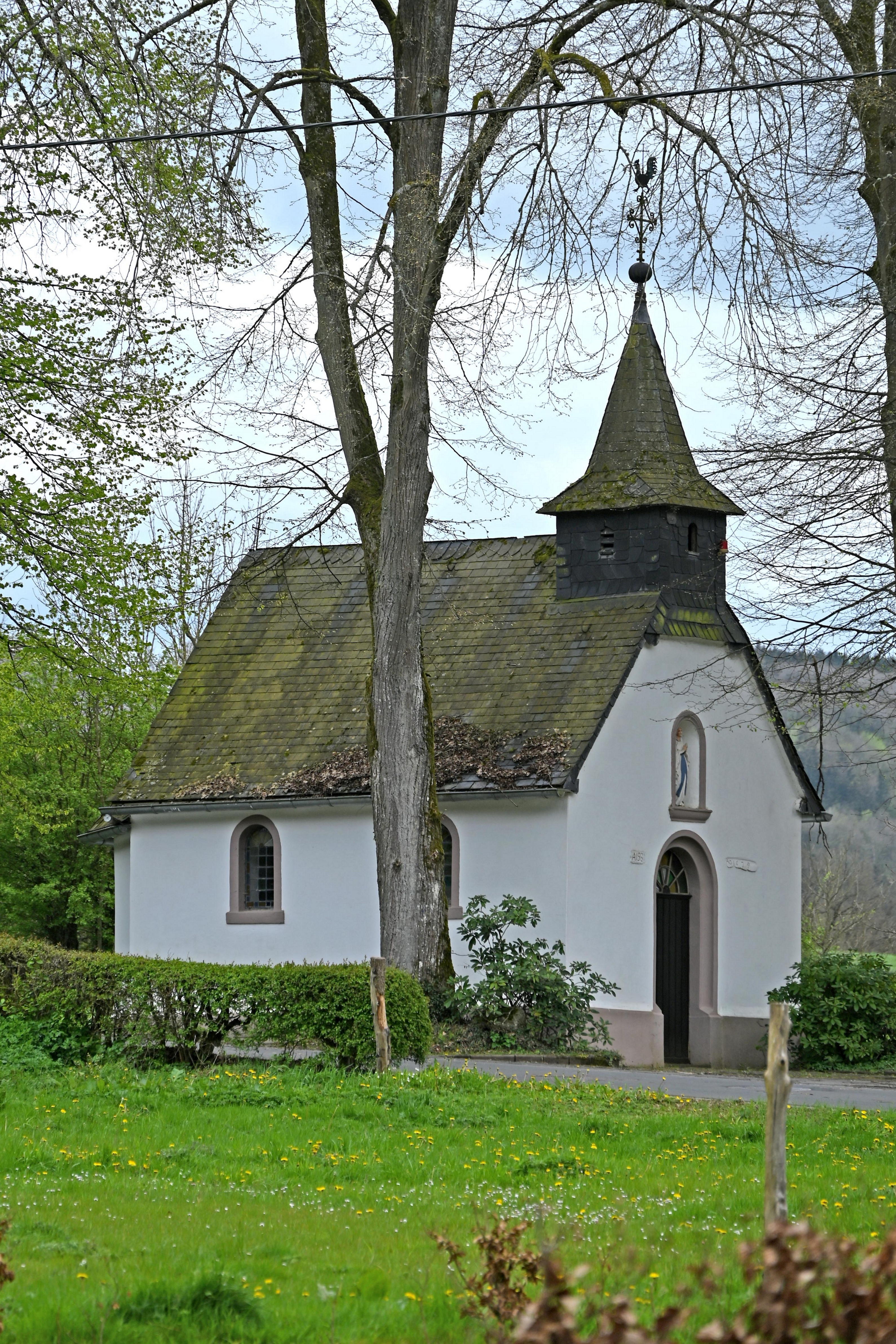
Kapel

Eigelscheid · Elcherath · Hasselbach · Heckhalenfeld · Hemmeres · Ihren · Steinebrück · Urb · Wallmerath · Weißenhof · Winterspelt